# Пады (Падовский сельсовет)
Па́ды — село Липецкого района Липецкой области. Центр Падовского сельсовета. 
Расположено на правом берегу Воронеж при впадении в него реки Белый Колодезь.
Известно с первой половины XVII века.
Название произошло от слова падь — понижение на местности.
В Липецком районе есть также другое село Пады, расположенное на правом берегу Воронежа у села Ленино.

## Население
| 1859 | 1897  | 2010 | 2012 |
| ---- | ----- | ---- | ---- |
| 1258 | ↗2625 | ↘431 | ↗522 |